# Mumford & Sons
Mumford & Sons é uma banda britânica de folk composta pelos músicos Marcus Mumford (vocais, violão, bateria, bandolim), Ben Lovett (vocais, teclados, acordeão, bateria), Winston Marshall (vocais, banjo, violão, guitarra ressonadora), e Ted Dwane (vocais, contrabaixo acústico, bateria, violão). A banda é resultado de um movimento de folk do oeste de Londres que revelou artistas como, Laura Marling, Johnny Flynn e Noah and the Whale.
O grupo gravou um EP, Love Your Ground, e começou uma turnê no Reino Unido para ganhar audiência para sua música, ganhando suporte para um eventual álbum. O álbum de estreia, Sigh No More, foi lançado no Reino Unido em outubro de 2009, e em fevereiro de 2010 nos Estados Unidos. O disco chegou à segunda colocação da UK Álbum Chart e chegou ao Bilboard 200 na América.
Em 2010 a banda foi nomeada para concorrer a dois Grammys, um para melhor artista revelação e outro para melhor música de rock ("Little Lion Man"). Eles ganharam the ARIA Music Award, na categoria de artista internacional mais popular de 2010, e o Brit Award em 2011 pelo melhor álbum britânico.
O segundo álbum de estúdio da banda, Babel, foi lançado oficialmente em setembro de 2012. O disco estreou entre os mais vendidos na Inglaterra e nos Estados Unidos, se tornando um dos maiores sucessos de 2012. No Grammy Awards de 2013, eles cantaram ao vivo a canção "I Will Wait" e o álbum Babel venceu um prêmio na categoria "Álbum do Ano". Em 2013, a banda foi novamente condecorada com um Brit Award de "Melhor Banda Britânica".
No dia 20 de setembro de 2013, a banda anunciou que entraria em hiato por tempo indeterminado. "Não haverá qualquer atividade do Mumford & Sons pelo futuro previsível após o show de sexta-feira", disse Ben Lovett, tecladista do grupo, em uma entrevista para a revista Rolling Stone. Em dezembro, contudo, o Mumford & Sons anunciaram que entrariam em estúdio novamente para começar a trabalhar um novo álbum.

## Discografia

### Álbuns de estúdio
| Título                                                                                                   | Melhor posição nas tabelas musicais | Melhor posição nas tabelas musicais | Melhor posição nas tabelas musicais | Melhor posição nas tabelas musicais | Melhor posição nas tabelas musicais | Melhor posição nas tabelas musicais | Melhor posição nas tabelas musicais | Melhor posição nas tabelas musicais | Melhor posição nas tabelas musicais | Melhor posição nas tabelas musicais | Melhor posição nas tabelas musicais | Melhor posição nas tabelas musicais | Vendas                                              | Certificações |
| Título                                                                                                   | UK                                  | AUS                                 | AUT                                 | BEL                                 | CAN                                 | GER                                 | IRL                                 | NLD                                 | NZ                                  | SWE                                 | SWI                                 | US                                  | Vendas                                              | Certificações |
| --- | ----------------------------------- | ----------------------------------- | ----------------------------------- | ----------------------------------- | ----------------------------------- | ----------------------------------- | ----------------------------------- | ----------------------------------- | ----------------------------------- | ----------------------------------- | ----------------------------------- | ----------------------------------- | --------------------------------------------------- | --- |
| Sigh No More - Lançamento: 5 de Outubro de 2009 - Gravadora: Island - Formatos: CD, LP, digital download | 2                                   | 1                                   | 26                                  | 3                                   | 2                                   | 29                                  | 1                                   | 3                                   | 1                                   | 28                                  | 21                                  | 2                                   | - : 8,500,000 - : 3,200,000 - : 1,615,000           | - : 5× Platina - : 4× Platina - : Platina - : Platina - : Platina - : 2× Platina - : 3× Platina - : Platina                                     |
| Babel - Lançamento: 21 de Setembro de 2012 - Gravadora: Island - Formatos: CD, LP, digital download      | 1                                   | 2                                   | 2                                   | 1                                   | 1                                   | 2                                   | 1                                   | 1                                   | 1                                   | 4                                   | 2                                   | 1                                   | - : 7,500,000 - : 3,700,000 - : 1,065,000           | - : 3× Platina - : 3× Platina - : Ouro - : Platina - : Platina - : Platina - : Ouro - : 2× Platina - : 5× Platina - : 3× Platina - : 2× Platina |
| Wilder Mind - Lançamento: 4 de Maio de de 2015 - Gravadora: Island - Formatos: CD, LP, digital download  | 1                                   | 1                                   | 2                                   | 2                                   | 1                                   | 2                                   | 1                                   | 1                                   | 4                                   | 2                                   | 2                                   | 1                                   | - : 2,500,000 - : 1,000,000 - : 430,000 - : 107,000 | - : Platina - : Ouro - : Platina - : Platina - : Platina - : Ouro                                                                               |
| Delta - Lançamento: 16 de Novembro de 2018 - Gravadora: Island - Formatos: CD, LP, digital download      | 2                                   | 5                                   | 3                                   | 3                                   | 1                                   | 5                                   | 3                                   | 1                                   | 4                                   | 1                                   | 2                                   | 1                                   | - : 300,000 - : 140,000 - : 40,000                  | - : Ouro - : Ouro |